# Harmannus Reinder van Bruggen
Harmannus Reinder van Bruggen ('t Zandt, 2 augustus 1897 – Zwolle, 7 september 1964) was een Nederlands politicus.
Hij werd geboren als zoon van Aldert van Bruggen (1867-1935; veldwachter) en Harmke Lupker (1868-1935). Hij was hoofdcommies en eerste ambtenaar bij de gemeente Westdongeradeel voor hij in 1926 A. de Vries opvolgde als gemeentesecretaris van Workum. Van 1929 tot 1934 had Van Bruggen die functie bij de gemeente Appingedam en daarna werd hij de gemeentesecretaris van Emmen. In 1951 volgde zijn benoeming tot burgemeester van Dalfsen. Van Bruggen ging in 1962 met pensioen en overleed twee jaar later op 67-jarige leeftijd.
Zijn zoon Aldert is eveneens burgemeester geweest.